# Carla Sousa
Carla Maria Silva Sousa (ur. 26 października 1976 w Sal) – koszykarka z Republiki Zielonego Przylądka, uczestniczka mistrzostw Afryki 2005.
Na mistrzostwach w 2005 roku, reprezentacja Republiki Zielonego Przylądka zajęła siódme miejsce. Podczas tego turnieju, zawodniczka ta wystąpiła w czterech meczach, w których zdobyła jedynie cztery punkty. Zanotowała również dwie asysty, jedną zbiórkę ofensywną, a także cztery straty i dwa faule. W sumie na parkiecie spędziła około 38 minut.